# (74143) 1998 QP77
(74143) 1998 QP77 – planetoida z pasa głównego asteroid okrążająca Słońce w ciągu 4,31 lat w średniej odległości 2,65 j.a. Odkryta 24 sierpnia 1998 roku.